# Ti?
"Ti?" (svenska: du?) är en låt på albanska framförd av den albanska sångerskan Rezarta Smaja. Låten är skriven av Florian Zyka och musiken är komponerad av Lambert Jorganxhi. Med låten debuterade Smaja i Festivali i Këngës 51 då hon sjöng som nummer 10 i den första semifinalen. Med låten lyckades Smaja ta sig vidare till finalen som går av stapeln den 22 december 2012 i Pallati i Kongreseve.
Låten är även Smajas första egna låt sedan hon tidigare bland annat framför covers på kända låtar i Ethet och Blue Jeans.